# Bácsszőlős
Bácsszőlős – wieś w południowej części Węgier, w komitacie Bács-Kiskun, w powiecie Bácsalmás, ok. 6 km na wschód od siedziby powiatu Bácsalmás i ok. 87 km na południe od siedziby komitatu Kecskemét, niedaleko granicy granicy serbsko-węgierskiej.
Miejscowość leży na obszarze Wielkiej Niziny Węgierskiej. W 2011 roku wieś zamieszkiwało 367 osób. Zajmuje powierzchnię 38,83 km².